# Nolana elegans
Nolana elegans es una de las 49 especies pertenecientes al género Nolana presentes en Chile, lo cual corresponde a la familia de las solanáceas (Solanaceae). Esta especie en particular es endémica con una limitada distribución en el borde costero de Chile, presente sólo en la Región de Antofagasta y la Región de Atacama.

## Descripción
La Nolana elegans se encuentra descrita como una hierba, puede encontrarse ejemplares decumbentes o rastreras y también como trepadora sobre matorrales. Su altura llega a los 40 cm.
Se caracteriza por tener flores grandes, el cáliz posee de 5 pétalos unidos con forma de campana o embudo o gamopétalas, su corola normalmente es de color azul. La corola puede tener de 50 mm de largo, siendo una de las de mayor tamaño en su género. La parte interior de la flor o garganta es de color blanca con el centro amarillo. Posee 5 estambres desiguales en tamaño de color blanco y anteras amarillas o amarillo pálido. Se generan floraciones importantes cuando las precipitaciones alcanzan la zona costera de la región de Antofagasta durante el fenómeno de Desierto florido, su floración en estos casos ocurre entre los meses de agosto y septiembre.
Su fruto está formado por mericarpos de forma irregular de color negro.
La Nolana elegans, según la morfología foliar de esta especie, presenta hojas basales con pecíolo, las hojas superiores presentan base decurrente o escamosa. Sus hojas anchas características le permiten diferenciarla claramente con otras especies de este género. Hojas basales abundantes y en forma de roseta.
Crece en sectores costeros cerca del mar entre los 0 hasta los 500 metros sobre el nivel del mar y también en quebradas de la cordillera costa entre los 500 a los 2000 metros, en un hábitat reducido correspondiente a zonas áridas del sector sur de la región de Antofagasta y parte norte de la región de Atacama. Las plantas se encuentran expuestas a la luz pero con protección por la nubosidad costera camanchaca. Resiste largos periodos de sequía de 8 a 12 meses, incluso años sin precipitaciones. Habita en un clima de rusticidad USDA equivalente a zonas 10 y 11.

## Nombres vernáculos

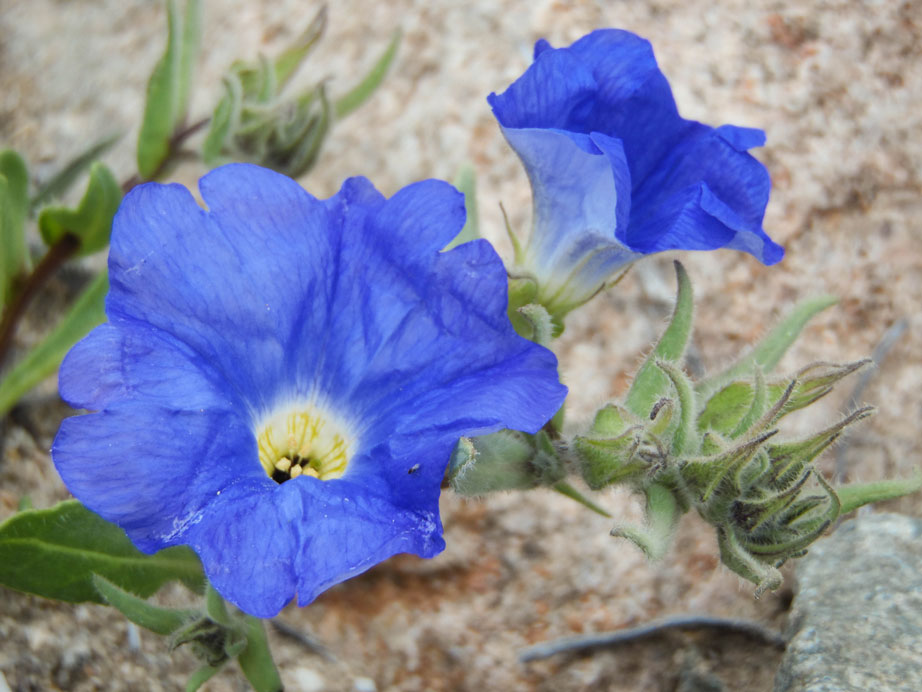
Detalle de un ejemplar en el parque nacional Llanos de Challe

Esta especie es conocida comúnmente como 'Suspiro costero', 'Suspiro de Paposo' o simplemente 'Suspiro'.

## Importancia
Esta especie constituye una de las flores emblemáticas que aparecen durante la floración del fenómeno denominado Desierto florido
Es considerada un a planta con un alto potencial ornamental.

## Amenazas
Una de las principales amenazas de esta especie la constituyen factores antrópicos como la urbanización y ocupación del borde costero, por acción antrópica por el turismo y colecta de flores